# Asbachstraße

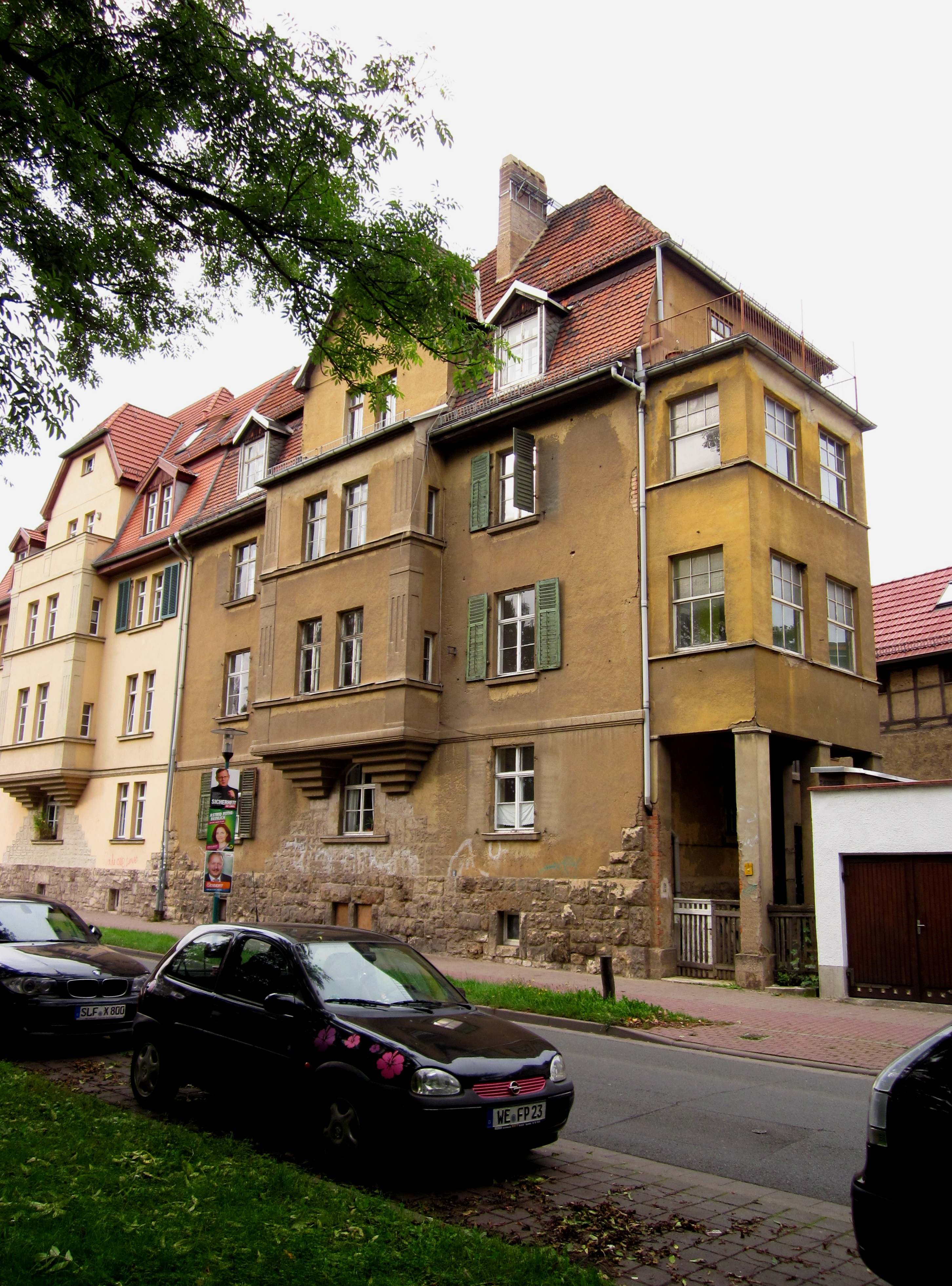
Asbachstraße 18, unsanierter Zustand

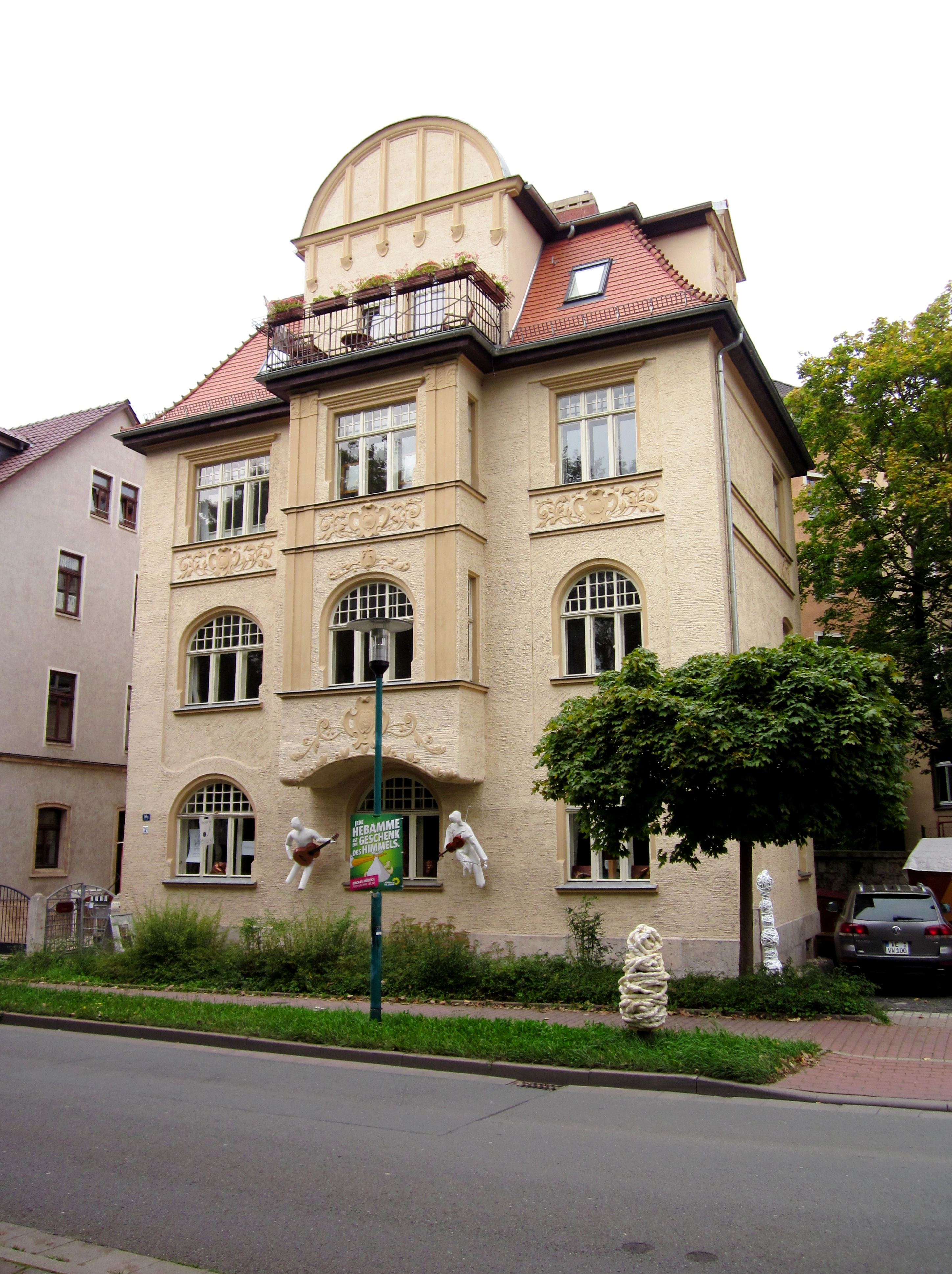
Wohnhaus Asbachstraße 10a

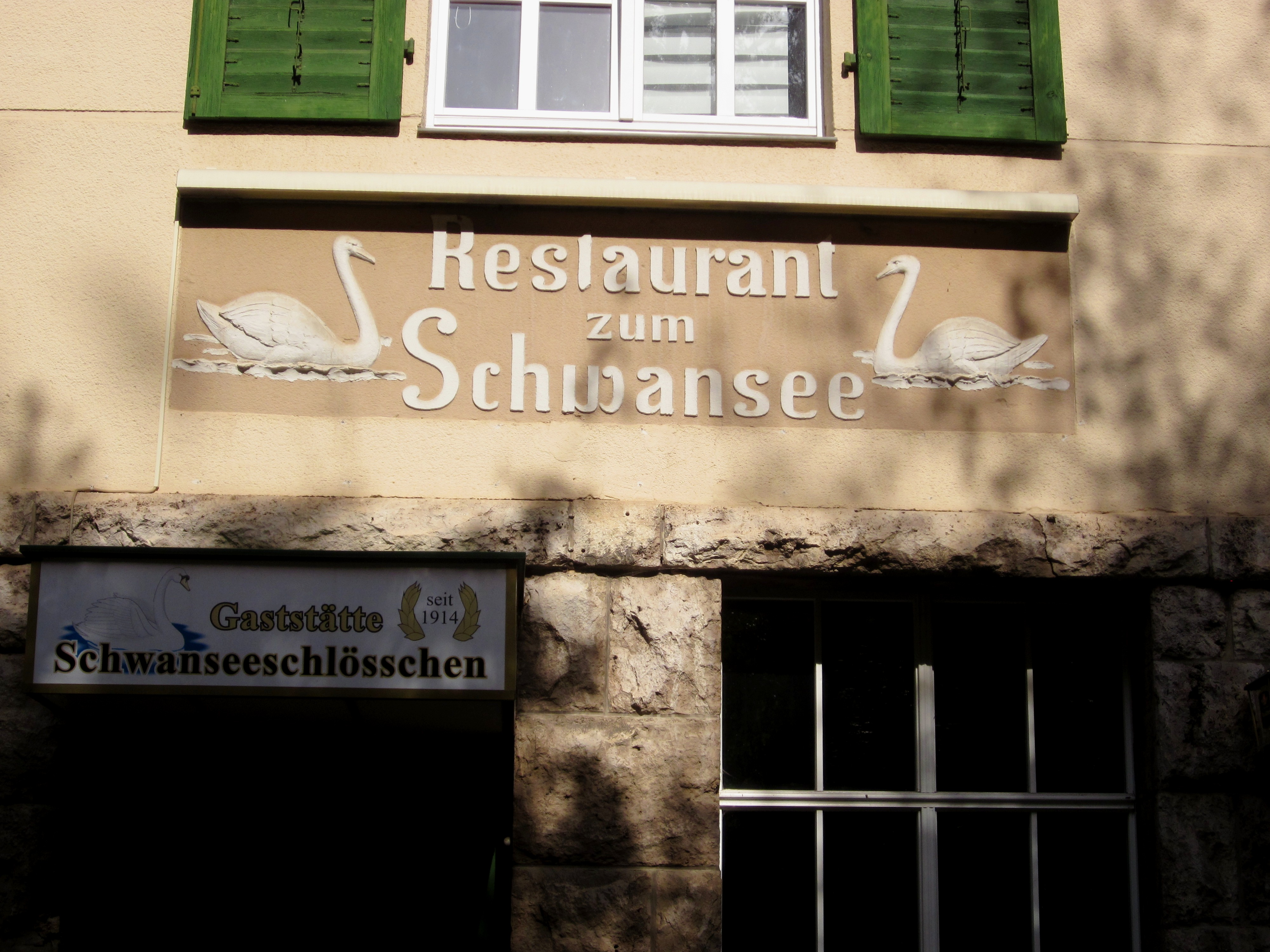
Fassadenrelief Asbachstraße 24

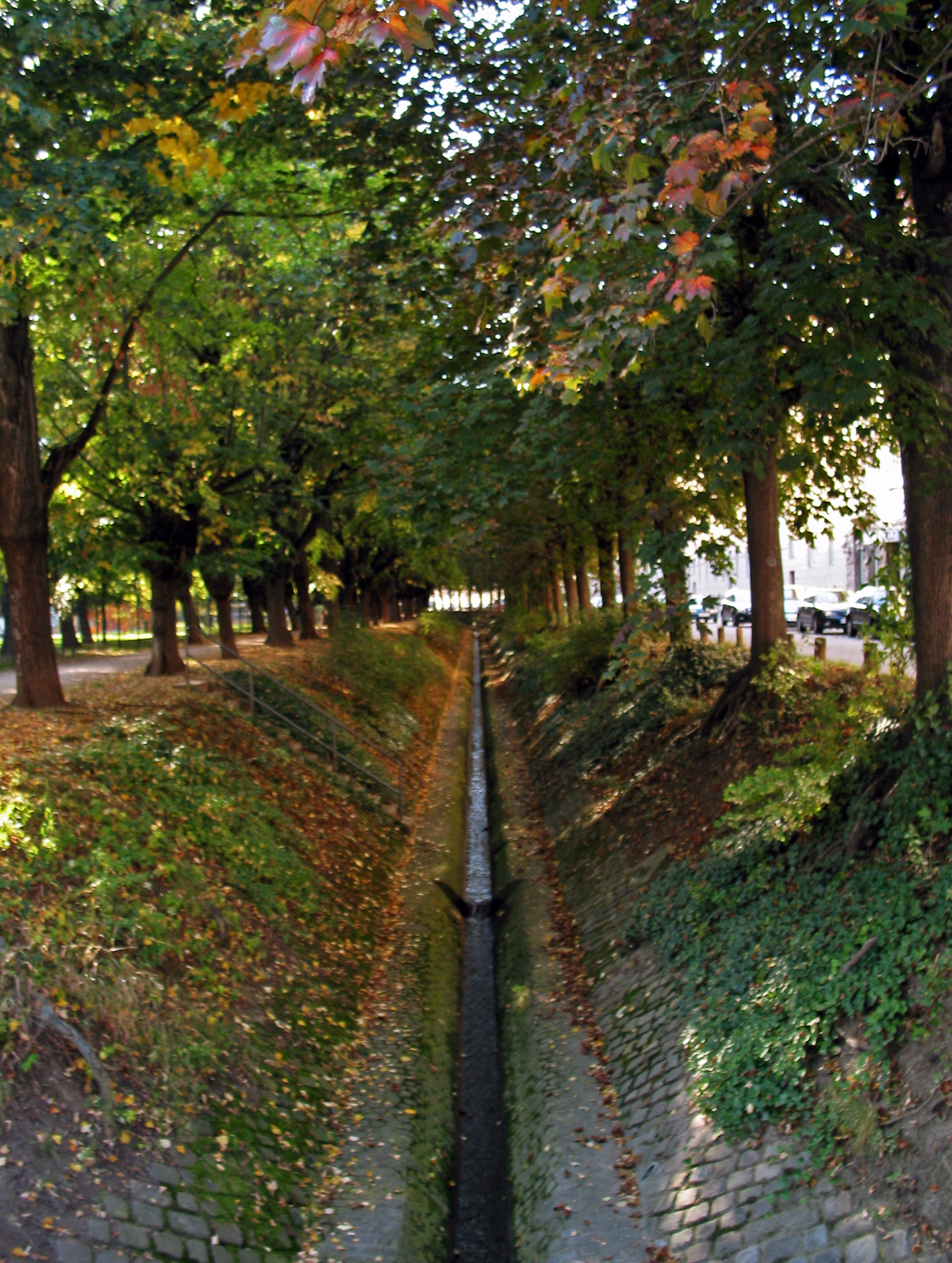
Asbach-Graben am Schwanseebad

Siedlungsbebauung Asbachstraße gesehen vom Torweg, Aufnahme vor 1928

Die nach dem Asbach benannte Asbachstraße in der Nordvorstadt von Weimar geht vom Stéphane-Hessel-Platz, der einst zum Rathenauplatz gehörte, wo sich das Bauhaus-Museum befindet, bis zum Hermann-Brill-Platz. Die Asbachstraße durchquert bis zum Hermann-Brill-Platz den Asbach-Grünzug. Mit dem Bau des Bauhaus-Museums wurde der Straßenanfang der Asbachstraße in Oskar-Schlemmer-Straße umbenannt.
Zu den Besonderheiten zählt die ca. 800 m lange Linden- und Ahornallee entlang der Asbachstraße, wo der Asbach-Graben auch offen ist. Das Haus Asbachstraße 1 im Weimarhallenpark ist die Galerie Eigenheim und das historische Gärtnerhaus.
Die Asbachstraße steht auf der Liste der Kulturdenkmale in Weimar (Sachgesamtheiten und Ensembles), Sie definiert zugleich einen Denkmalsbereich. Die Wohnhäuser 10a und 18 stehen auch auf der Liste der Kulturdenkmale in Weimar (Einzeldenkmale). Zu den denkmalgeschützten Anlagen, die sie passiert, gehören der Weimarhallenpark und das Schwanseebad als Teile des Asbach-Grünzugs. In der Asbachstraße 24 befand sich einmal das Restaurant zum Schwansee, wovon ein Fassadenrelief kündet. Heute heißt dieses Schwanseeschlösschen. Doch dieses ist seit Längerem nicht mehr in Betrieb. 
Die Reihenhäuser in der Asbachstraße zwischen Falkstraße und Fuldaer Straße sind als staatliche und städtische Wohnungen in den 1920er Jahren im Zuge einer Siedlungsbebauung entstanden.